# Curçay-sur-Dive

Curçay-sur-Dive este o comună în departamentul Vienne, Franța. În 2009 avea o populație de 226 de locuitori.